# Hero Elementary
Hero Elementary là một bộ phim truyền hình hoạt hình giáo dục của Mỹ được tạo ra bởi PBS Kids. Hero Elementary đã trở thành một bộ phim thường xuyên vào năm 2020. Chương trình được thực hiện trên mạng truyền hình cáp PBS Kids có liên quan.

## Nội dung
Loạt phim liên quan đến các sinh viên đa dạng của "Sparks 'crew'" - Lucita Sky, AJ Gadgets, Sara Snap và Benny Bubbles, những người được đào tạo về siêu anh hùng bởi giáo viên kỳ quặc và nhiệt tình của họ, ông Sparks. Các sinh viên cùng nhau làm việc theo nhóm, sử dụng siêu năng lực độc đáo của riêng họ cũng như "Siêu năng lực khoa học" để giúp mọi người, giải quyết vấn đề và cố gắng biến thế giới thành một nơi tốt đẹp hơn. Bộ phim hiện đang được sản xuất trong 40 tập nửa giờ, mỗi tập có hai phân đoạn.

## Diễn viên
- Veronica Hortiguela vai Lucita Sky
- Jadiel Dowlin vai AJ Gadgets
- Stephany Seki vai Sara Snap
- Stacey DePass vai Benny Bubbles
- Carlos Diaz vai Mr. Sparks